# Sydney Park
Sydney Park (* 31. října 1997, Filadelfie, Pensylvánie, Spojené státy americké) je americká herečka a komička.

## Životopis a kariéra
Narodila se ve Filadelfii v Pensylvánii afroamerické matce a korejskoamerickému otci.
Je nejmladší komičkou, která vystoupila na slavné akci Hollywood Improv. V roce 2006 se zúčastnila konkurzu první řady americké reality show Amerika má talent pod pódiovým jménem Syd the Kid, kde se probojovala až do semifinále. Komedie nechala, aby se mohla věnovat herectví. Poprvé se v roce 2006 objevila v teenagerovské komedii That's So Raven.
V roce 2010 si zahrála roli adoptivní dcera Ellie Danville v seriálu Detective Jo Danville. V roce 2010 si také zahrála v nezávislé komedii Spork.
Během let 2013 až 2015 hrála roli Gabby v seriálu stanice Nickelodeon Mámou přes noc.
V roce 2016 se objevila jako Cyndie v seriálu Živí mrtví. V roce 2018 byla obsazena do role Caitlin Martell-Lewis v seriálu stanice Freeform Pretty Little Liars: The Perfectionists, který bude mít premiéru v roce 2019.

## Filmografie

### Film
| Rok  | Název                             | Role                 | Poznámky |
| ---- | --------------------------------- | -------------------- | -------- |
| 2006 | Ledové ostří 2                    | dívka na skateboardu |          |
| 2010 | Spork                             | Tootsie Roll         |          |
| 2016 | The Standoff                      | Emerson              |          |
| 2017 | Wish Upon                         | Meredith McNeil      |          |
| 2020 | Dead Reckoning                    | Felicity             |          |
| 2021 | Ranařky                           | Kiera Pascal         |          |
| 2021 | There's Someone Inside Your House | Makani Young         |          |

### Televize
| Rok       | Název                                              | Role                  | Poznámky                                   |
| --------- | -------------------------------------------------- | --------------------- | ------------------------------------------ |
| 2006      | That's So Raven                                    | Sydney                | 3 díly                                     |
| 2007      | Vincentův svět                                     | skautka               | díl: „Mám tě!“                             |
| 2007      | The Hill                                           | skautka               | neprodaný televizní pilotní díl            |
| 2008      | The Sarah Silverman Program                        | Stella                | díl: „Pee“                                 |
| 2008      | Hannah Montana                                     | Kelsey DiAria         | díl: „Ready, Set, Don't Drive!"“           |
| 2008      | Gary Unmarried                                     | Mikhela               | díl: „Gary Gives Sasha His Full Attention“ |
| 2010      | Táta k pronajmutí                                  | Vanessa               | díl: „Dog Days of Tucson“                  |
| 2010–2013 | Kriminálka New York                                | Ellie Danville        | 4 díly                                     |
| 2013–2015 | Mámou přes noc                                     | Gabby Phillips        | hlavní role, 65 dílů                       |
| 2013–2014 | AwesomenessTV                                      | Breakup Queen         | 6 dílů                                     |
| 2014      | Super Thundermanovi                                | Cassandra             | díl: „Shred It Go“                         |
| 2015      | Bella a buldoci                                    | Mia                   | díl: „Root for Newt“                       |
| 2015      | Nicky, Ricky, Dicky a Dawn                         | Randee                | díl: „Mall in the Family“                  |
| 2015      | Bláznivá plavba                                    | Piper Bauer           | Televizní film                             |
| 2015      | Nickelodeon's Ho Ho Holiday                        | Samu sebe             | Televizní speciál                          |
| 2016–2019 | Živí mrtví                                         | Cyndie                | vedlejší role, 12 dílů dílů                |
| 2017      | Lifeline                                           | Norah Hazelton        | 8 dílů                                     |
| 2017–2018 | Spirit – volnost nadevše                           | Pru Granger (hlas)    | hlavní role, 33 dílů                       |
| 2018      | Knight Squad                                       | Eliza                 | díl: „End of the Knight: Part 1“           |
| 2018      | Love Daily                                         | Sam                   | díl: „Gift from My Ex“                     |
| 2019      | Pretty Little Liars: The Perfectionists            | Caitlin Martell-Lewis | hlavní role, 10 dílů                       |
| 2019      | Santa Clarita Diet                                 | Winter                | 5 dílů                                     |
| 2019      | Spirit – volnost nadevše: Malá velká dobrodružství | Pru Granger (hlas)    | 7 dílů                                     |
| 2019      | Spirit volnost nadevše: Vánoce se Spiritem         | Pru Granger (hlas)    | TV film                                    |
| 2020      | Spirit volnost nadevše: Dobrodružná jízda          | Pru Granger (hlas)    | TV film                                    |
| 2020      | Spirit – volnost nadevše: Jezdecká akademie        | Pru Granger (hlas)    | díl: „Welcome Back Otter“                  |